# Liam Lynch
Liam Lynch (irlandés Liam Ó Loinsigh, 9 de noviembre de 1883 - 10 de abril de 1923) fue un oficial del Ejército Republicano Irlandés (IRA) durante la Guerra de la Independencia de Irlanda y Comandante en Jefe del IRA Antitratado durante la guerra civil irlandesa.

## Primeros años
Lynch nació en la pedanía de Barnagurraha, en el condado de Limerick, hijo de Jeremiah y Mary Kelly Lynch. En 1910, a los 17 años entró como aprendiz en la Ferretería O'Neill de Mitchelstown, desde donde ingresó en la Liga Gaélica y la Antigua Orden de Hibernios. Posteriormente trabajaría en Barry's Timber Merchants en Fermoy. En los acontecimientos posteriores al Levantamiento de Pascua de 1916 fue testigo del tiroteo y arresto de David y Richard Kent por la Royal Irish Constabulary.

## Guerra de Independencia
A partir de 1919, Lynch trabajó desde Cork, reorganizando a los Voluntarios Irlandeses -la organización paramilitar que sería el embrión del IRA- convirtiéndose en comandante de la 2.ª Brigada del IRA durante la Guerra Anglo-irlandesa. Participó en el secuestro del general Lucas en junio de 1920, hiriendo a un coronel británico en el tiroteo. Lucas logró escapar cuando hombres del IRA lo custodiaban en el condado de Clare. Lynch fue capturado junto con el resto de oficiales de la 2.ª Brigada durante una operación británica en el Ayuntamiento de Cork en agosto de ese mismo año. Terence MacSwiney, alcalde de la ciudad, estaba entre los detenidos e inició una huelga de hambre en protesta por su detención, muriendo tiempo después. Lynch, sin embargo, dio un nombre falso y quedó en libertad a los tres días. Mientras tanto, los británicos habían asesinado a dos hombres que se apellidaban Lynch, confundiéndolos con él.
En septiembre de 1920, un grupo de hombres dirigidos por Lynch y Ernie O'Malley consiguieron ocupar los barracones del Ejército británico en Cork. Se llevaron las armas y prendieron fuego a las instalaciones, que se quemaron parcialmente. Antes de finales del año, la brigada de Lynch había atacado a las tropas británicas en otras dos ocasiones. Su campaña de guerrilla prosiguió en los comienzos de 1921, logrando algunos éxitos notables como la emboscada y muerte de 13 soldados británicos cerca de Millstreet, pero sufriendo también algunas derrotas como la emboscada de Mourne Abbey, en la que 8 voluntarios resultaron muertos, 8 capturados y 2 ejecutados.
En abril de 1921, el IRA fue reorganizado en divisiones basadas en regiones. La reputación de Lynch hizo que fuera nombrado Comandante de la 1.ª División del Sur. A partir de abril hasta la tregua de julio, las fuerzas de Lynch se vieron sometidas cada vez a mayor presión por las autoridades británicas, con el empleo de más hombres en la zona y los dispusieron en forma de pequeñas unidades capaces de contrarrestar las tácticas guerrilleras del IRA. Lynch, en su nueva función de Comandante de División, viajó por todo el Munster supervisando el trabajo de las nueve brigadas del IRA en la zona. Cuando se acordó la tregua, la situación del IRA en la región de Munster comenzaba a ser desesperada, perseguido por los británicos y con cada vez más problemas de abastecimiento. Lynch se sintió aliviado por la Tregua; sin embargo, esperaba que la guerra continuara antes del fin del alto el fuego.

## El Tratado
La guerra acabó definitivamente con la firma del Tratado Anglo-Irlandés entre la delegación irlandesa encabezada por Michael Collins y el Gobierno británico en diciembre de 1921.
Lynch se opuso ya de inicio al Tratado, afirmando que significaba renunciar a la República Irlandesa proclamada en 1916 en favor de un estatus de dominio para Irlanda dentro el Imperio Británico, similar al que tenían Canadá y otras antiguas colonias británicas. En marzo de 1922 fue nombrado jefe de Estado Mayor del IRA, una organización mayoritariamente contraria al Tratado. No obstante, Lynch confiaba en evitar la ruptura interna del republicanismo irlandés mediante la consecución de acuerdos con los protratado. Se propuso elaborar una constitución republicana del Estado Libre Irlandés, pero los británicos rechazaron cualquier intento de alterar lo firmado en el Tratado, lo que, en última instancia, provocaría el enfrentamiento interno de los republicanos irlandeses y el estallido de la Guerra Civil

## Guerra Civil
Aunque Lynch se mostró contrario a la ocupación de Four Courts por parte de miembros republicanos antitratado, se unió a los rebeldes en junio de 1922, cuando fueron atacados por el recién formado Ejército del Estado Libre Irlandés. Este hecho, que se conoce como la batalla de Dublín, marcó el comienzo de una sangrienta guerra civil en Irlanda. Lynch fue arrestado por las tropas del Estado Libre, pero se le permitió abandonar Dublín bajo la promesa de que trataría de detener la lucha. Sin embargo, comenzó a organizar la resistencia antitratado.
Con la captura de Joe McKelvey en Four Courts, Lynch recuperó su cargo de jefe de Estado Mayor del IRA Antitratado (conocidos como los "Irregulares"). Gran conocedor del sur de la isla, planeaba el establecimiento de una República de Munster para tratar de frustrar la formación del Estado Libre. Esta República de Munster estaría defendida por la 'Limerick-Waterford Line' que estaría formada, de este a oeste, por la ciudad de Waterford, las poblaciones de Carrick-on-Suir, Clonmel, Fethard, Cashel, Golden, y Tipperary, y finalizaría en la ciudad de Limerick, donde Lynch estableció sus cuarteles generales. Sin embargo, la línea cayó en manos del Estado Libre el 20 de julio de 1922.
Lynch se retiró aún más al sur y situó su nuevo cuartel general en Fermoy. La República de Munster fue ocupada en agosto de 1922, cuando las tropas del Estado Libre Irlandés desembarcaron en Cork y Kerry. El 8 de agosto capitulaba Cork y Lynch abandonó Fermoy al día siguiente. Los antitratado se dispersaron e iniciaron una guerra de guerrillas. Durante esta fase de la guerra, el principal jefe militar de los protratado, Michael Collins, resultó muerto en una emboscada al oeste de Cork el 22 de agosto.
Lynch contribuyó al recrudecimiento de la guerra al ordenar "medidas de terror" contra el Gobierno Provisional el 30 de noviembre de 1922. Esta orden general decretaba el asesinato de parlamentarios y senadores del Estado Libre, así como el de ciertos jueces y miembros de la prensa, en represalia por las ejecuciones de los republicanos capturados. El 14 de noviembre de ese mismo año, cuatro presos del IRA fueron ejecutados, y, tres días después, corrió la misma suerte el líder republicano Erskine Childers. Siguiendo las órdenes de Lynch, el IRA asesinó al diputado Sean Hales e hirió a otro parlamentario a la salida del consistorio. En represalia, el Estado Libre ejecutó inmediatamente a cuatro líderes republicanos, Rory O'Connor, Liam Mellows, Dick Barrett y Joe McKelvey. Esto desencadenó una espiral de violencia por ambos bandos, incluyendo la ejecución de 77 prisioneros del IRA por parte del Estado Libre y el asesinato de otros 150 de forma ilegal. Por su parte, los hombres de Lynch lanzaron una campaña contra los hogares de los diputados del Estado Libre. Quemaron la casa del parlamentario James McGarry, provocando la muerte de su hijo de 7 años y asesinaron al padre de Kevin O'Higgins, ministro del gobierno e incendiaron su vivienda familiar de Stradbally a comienzos de 1923.
Lynch fue muy criticado por algunos de sus colegas republicanos, especialmente Ernie O'Malley, por su incapacidad para coordinar la resistencia y dejar que el conflicto desembocara en una guerra de guerrillas que no iba a ninguna parte. Lynch trató por todos los medios de obtener artillería de montaña de la República de Weimar para tratar de dar la vuelta a la situación, pero sus esfuerzos resultaron infructuosos. En marzo de 1923 la ejecutiva del IRA se reunió para estudiar la situación de la guerra. Varios de sus miembros propusieron poner fin a los enfrentamientos, a lo que Lynch se opuso. Finalmente se decidió continuar con las operaciones por un estrecho margen.

## Muerte
El 10 de abril de 1923, Lynch y 6 de sus hombres se encontraron cercados por soldados del Estado Libre en unas montañas. Liam era el portador de importantes documentos que sabía no debían caer en manos del enemigo, así que él y seis de sus hombres se retiraron hacía las montañas. Los republicanos contaban únicamente con pistolas de corto alcance, por lo que las posibilidades de victoria eran prácticamente nulas, y Lynch recibió un disparo en el combate. Éste entregó los papeles a sus hombres y les ordenó huir. Capturado por los soldados del Estado Libre, Liam Lynch les informó de quién era y solicitó un médico y un sacerdote. Fue llevado a un pub de Newcastle y de allí se lo trasladó al Hospital de Clonmel, donde falleció a las 8 de la tarde.
Durante dos días, se expuso su capilla ardiente en el cementerio de Kilcrumper, cerca de Fermoy, en el Condado de Cork. El nuevo líder del IRA, Frank Aiken, decretó un alto el fuego el 30 de abril y el 24 de mayo ordenó a los combatientes del IRA la entrega de armas y regresar a sus hogares.